# 13-mm-MG 18 TuF
Das Maschinengewehr 18 Tank und Flieger oder MG 18 TuF war ein schweres deutsches Maschinengewehr, welches Ende des Ersten Weltkrieges für eine großkalibrige Munition entwickelt wurde.
Mit einer speziellen Lafette sollten sowohl gegnerische Panzerkampfwagen als auch gegnerische Flugzeuge bekämpft werden können.

## Hintergrund
Der 15. September 1916 war eine Cäsur für das deutsche Oberkommando. In der Somme-Schlacht bei Flers hatten die britischen Streitkräfte den ersten Angriff mit Kampfpanzer vom Typ Mark I durchgeführt. Der Schock bei den deutschen Truppen war immens. Letztlich hatten von 49 Panzern nur 14 die deutschen Linien angegriffen, doch die deutschen Soldaten kannten noch kein Abwehrmittel gegen diese Stahlkolosse. Die Feldartillerie war an diesen Tagen in der Lage auszuhelfen, doch es gab keine speziellen Waffen.
Als schließlich am 20. November 1917 bei Cambrai auf einer Front von 10 Kilometern insgesamt 378 schwere britische Panzer angriffen, hatte die Oberste Heeresleitung immer noch nicht erkannt, dass spezielle Panzerabwehrwaffen benötigt wurden. Doch schon Anfang Oktober 1917 hatte zumindest die Gewehr-Prüfungskommission (G.P.K.) den Auftrag erhalten, ein schweres Maschinengewehr zur Bekämpfung von Tanks und Fliegern zu entwickeln.

## Entwicklung
Die Gewehr-Prüfungskommission ging bei der Entwicklung von dem Umstand aus, dass die Patronenfabrik Polte in Magdeburg eine Patrone 13,25 × 92 mm entwickelt hatte, welche durch die größere Masse in der Lage war die Panzerung der gegnerischen Panzerkampfwagen zu durchschlagen. Im Auftrag des Kriegsministeriums wurden sechs Unternehmen mit der Entwicklung einer automatischen Waffe für diese Munition beauftragt. Letztlich wurden die Entwürfe von Rheinmetall und der Maschinenfabrik Augsburg-Nürnberg (MAN) weitergehend geprüft.
Das Rheinmetall-Maschinengewehr verfügte über ein Tellermagazin, welches oben aufgesetzt war. Der MAN-Entwurf hatte eine Gurtzuführung. Nach Abschluss einer Erprobungs- und Testphase wurde am 13. August 1918 der MAN-Entwurf offiziell eingeführt.
Der Zusammenbruch des Deutschen Reiches und das durch den Versailler Vertrag verhängte Verbot der Konstruktion und Produktion von Waffen verhinderte jede weitere Entwicklung des MG 18.

## Produktion
Da der Bedarf an Panzerabwehrwaffen hoch war, sollte ab Januar 1919 eine große Serienfertigung erfolgen. Dann sollten 4.000 dieser schweren Maschinengewehre gebaut werden. Die Fertigung insgesamt erwies sich als schwierig und bis zum Waffenstillstand am 11. November 1918 wurden nur etwa 50 Maschinengewehre 18 TuF fertig gestellt. Keine dieser Waffen kam noch zum Einsatz. Damit gab es keine Erkenntnisse aus dem Einsatz und das Kriegsende mit dem folgenden Versailler Vertrag und den verhängten Verboten der Konstruktion und Produktion von Waffen verhinderte später jede weitere Entwicklung des MG 18.

## Technische Beschreibung
Ausgangspunkt für die Entwicklung des MG 18 war das schwere deutsche Maschinengewehr MG 08. Basierend auf dem Konzept des Waffenkonstrukteurs Hiram Maxim handelte es sich um ein wassergekühltes Maschinengewehr, welches mit Kipphebelverschluss, einem kurzen Rücklauf und einer Gurtzuführung versehen war. Nachdem man die Waffe gespannt hat, konnte die Waffe mit dem Abzug abgefeuert werden. Für die Panzerabwehr wurde ein Patronengurt mit 75 Schuss und für die Fliegerabwehr ein Trommelmagazin mit 30 Schuss vorgesehen. Das erhebliche Gewicht der Waffe erforderte eine Radlafette und es war eine Mannschaft von 6 Soldaten erforderlich, um die schweren Waffen zu transportieren und zu warten.
Die V° von 550 m/s lag beim Maschinengewehr deutlich niedriger als beim Tankgewehr M1918. Dieses hatte eine V° von 785 m/s. Das schwere Maschinengewehr 18 war mit dieser Munition in der Lage gehärtete Panzerstahlplatten in 20 mm Stärke auf 100 m Entfernung und Platten mit 15 mm Stärke auf 300 m Entfernung zu durchschlagen.